# Stefan Haudum
Stefan Haudum (* 27. November 1994 in Eferding) ist ein österreichischer Fußballspieler kroatischer Abstammung.

## Karriere

### Karrierebeginn in Eferding
Haudum begann seine Karriere beim UFC Eferding. 2001 wechselte er zum SK Eferding/Fraham. 2008 kam er in die AKA Linz, in der er bis 2012 spielte. Im Juni 2010 spielte er zudem erstmals für seinen Stammklub UFC Eferding in der fünftklassigen Landesliga West. Nach dem Aufstieg von Eferding kam er im November 2010 gegen den SV Traun zu seinem ersten Einsatz in der OÖ Liga. Im April 2012 kam er gegen den SV Sierning erstmals von Beginn an zum Einsatz.

### Mit Blau-Weiß Linz in der zweiten Liga und der Regionalliga
Zur Saison 2012/13 wechselte er zum Zweitligisten FC Blau-Weiß Linz, bei dem er einen bis Juni 2014 laufenden Vertrag mit Option erhielt. Im November 2012 debütierte er für die Linzer in der zweiten Liga, als er am 15. Spieltag jener Saison gegen den SV Horn in der 80. Minute für Thomas Höltschl eingewechselt wurde. Bis Saisonende kam er zu drei Einsätzen in der zweithöchsten Spielklasse. Mit BW Linz musste er als Tabellenletzter in der Relegation um den Klassenerhalt spielen, in der man jedoch am SC-ESV Parndorf 1919 scheiterte und somit in die Regionalliga abstieg. Nach dem Abstieg debütierte er im August 2013 gegen den USV Allerheiligen in der Regionalliga und stand zudem erstmals in der Startelf der Linzer. In der Saison 2013/14 kam er zu 26 Regionalligaeinsätzen, in denen er ohne Torerfolg blieb. Mit dem Absteiger beendete er die Saison auf dem sechsten Tabellenrang. Im August 2014 erzielte er bei einem 4:0-Sieg gegen den SV Wallern sein erstes Tor in der Regionalliga. In der Saison 2014/15 absolvierte Haudum 29 Spiele in der Regionalliga und erzielte dabei zwei Tore. Jene Spielzeit beendete er mit den Stahlstädtern als Tabellendritter. Im April 2015 verlängerte er seinen Vertrag bis Juni 2017.
In der Saison 2015/16 konnte er schließlich mit BW Linz Meister werden und somit nach drei Jahren wieder in die zweite Liga aufsteigen. In der Meistersaison kam er zu 25 Einsätzen, in denen er ein Tor erzielte. Im Mai 2017 erzielte er bei einem 4:1-Sieg gegen den SC Austria Lustenau sein erstes Tor in der zweithöchsten Spielklasse. In der Saison 2016/17 kam er zu 22 Einsätzen in der Liga und erzielte dabei ein Tor. Im Mai 2017 verlängerte Haudum seinen auslaufenden Vertrag erneut um zwei Jahre bis Juni 2019. In der Saison 2017/18 kam Haudum in 29 Spielen zum Einsatz und blieb dabei ohne Torerfolg. Jene Spielzeit beendete er mit den Linzern zwar auf dem letzten Tabellenrang, allerdings gab es keinen Absteiger und somit blieb er mit seinem Verein der Liga erhalten.

### Zum LASK in die Bundesliga
Nach sechseinhalb Jahren bei BW Linz wechselte Haudum im Jänner 2019 zum Bundesligisten LASK, bei dem er einen bis Juni 2021 laufenden Vertrag erhielt. Im März 2019 debütierte er für den LASK in der Bundesliga, als er am 20. Spieltag der Saison 2018/19 gegen den SK Sturm Graz in der Nachspielzeit für Peter Michorl ins Spiel gebracht wurde. Am 22. Spieltag stand er gegen den SCR Altach erstmals in der Startaufstellung des LASK. Bis Saisonende kam er zu fünf Einsätzen in der Bundesliga. Am letzten Spieltag erzielte er im Mai 2019 bei einem 5:2-Sieg gegen den FK Austria Wien sein erstes Bundesligator. In der Saison 2019/20 kam er zu zehn Ligaeinsätzen. Im August 2020 wurde sein Vertrag vorzeitig bis Juni 2022 verlängert. In der Saison 2020/21 hatte er jedoch im Konkurrenzkampf um die zwei Plätze im Zentralen Mittelfeld des LASK keine Chance gegen James Holland, Peter Michorl und die Neuzugänge Mads Emil Madsen und Lukas Grgic und kam bis zur Winterpause nur zu einem Kurzeinsatz in der Liga.

### Wechsel nach Vorarlberg
Daraufhin wechselte Haudum im Jänner 2021 zum Ligakonkurrenten SCR Altach. Für Altach kam er bis Saisonende zu 19 Einsätzen in der Bundesliga, nur eine Partie verpasste er gesperrt. Auch in der Saison 2021/22 war er ein Dauerbrenner und kam in 31 der 32 Partien der Vorarlberger zum Einsatz, wobei er auch zwei Tore erzielte. In der Saison 2022/23 absolvierte er 27 Spiele, im Mai 2023 führte er Altach erstmals als Kapitän auf den Platz. Seinen auslaufenden Vertrag verlängerte Haudum aber nach der Saison 2022/23 nicht.

### Rückkehr zu Blau-Weiß
Daraufhin kehrte Haudum zur Saison 2023/24 zum FC Blau-Weiß Linz zurück, der in seiner Abwesenheit in die Bundesliga aufstieg. In Linz unterschrieb er einen bis Juni 2024 laufenden Vertrag. Für Blau-Weiß machte er 14 Bundesligaspiele, nach seinem Vertragsende verließ er das Team aber bereits nach der Saison 2023/24 wieder.

### Zurück in die 2. Liga
Zur Saison 2024/25 wechselte Haudum anschließend zum Zweitligisten Admira Wacker.

## Persönliches
Haudum ist kroatischer Abstammung. Sein Cousin Marko Raguž ist ebenfalls Fußballspieler und steht beim LASK unter Vertrag.